# Gretchen Daily
Gretchen C. Daily (Washington D. C., 19 de octubre de 1964) es una bióloga y  biogeógrafa estadounidense profesora en ciencias ambientales en el Departamento de Biología de la Universidad Stanford, directora del Centro de Biología de Conservación en Stanford, y miembro sénior en el Stanford Instituto de Silvicultura para el Entorno. Sus intereses de investigaciones principales incluyen biogeografía, biología de la conservación y ecología.
Daily es cofundadora del Proyecto Capital Natural, miembro de la Academia Nacional de Ciencias de EE. UU.,  la Academia americana de Artes y Ciencias  y la Sociedad Filosófica americana.  Daily es miembro del Concejo en el Instituto Beijer de Economía Ecológica; y de Nature Conservancy.

## Educación y carrera
En 1986, obtuvo su B.S. en ciencias biológicas por la Universidad Stanford. En esa misma institución ganó su M.Sc. en biología en 1987; y, su Ph.D. en la misma disciplina, por la misma casa de altos estudios en 1992.
En 1992, le fue otorgado una beca posdoctoral Winslow/Heinz en el Grupo de Recursos y Energía, de la UC Berkeley.
En 1995, fue contratada como científica de Investigaciones Interdisciplinarias en el Departamento de Ciencias Biológicas de la Universidad Stanford. Durante ese contrato, fue asimismo, editora para "Nature's Services: Societal Dependence on Natural Ecosystems", el cual proporciona ejemplos de los beneficios que los ecosistemas pueden proporcionar a la sociedad e ideas para cómo cuantificar el valor de esos servicios. Después de varios años como científica, en 2002, fue nombrada profesora asociada en el Departamento de Ciencias Biológicas; y como miembro sénior en el Instituto de Estudios Internacionales (ambos en la Universidad Stanford). Y también en 2002, escribió en coautoría con Katherine Ellison, el libro "The New Economy of Nature: The Quest to Make Conservation Profitable" ("La Nueva Economía de la Naturaleza: la búsqueda para hacer rentable la conservación").
En 2005, fue nombrada como profesora Bing de Ciencia ambiental en el Departamento de Biología de la Stanford Universidad.
En 2005, como líder de proyecto de Stanford, junto con participantes en The Nature Conservancy, la Universidad de Minnesota, y el Fondo Mundial para la Naturaleza, estableció el Proyecto Capital Natural. La meta declarada de la organización es "mejorar el estado de la biodiversidad y el bienestar humano motivando inversiones mayores y más costo-efectivas en ambos."  En 2006, Daily se convirtió en miembro del consejo de administración de Nature Conservancy. Se desempeñó como profesora invitada inaugural Humanitas en Estudios de Sustentabilidad, en la Universidad de Cambridge en 2013.
Ha recibido honores y premios en su carrera académica, incluyendo el Premio Científico del siglo XXI (2000), Premio Sophie (2008), Premio Cosmos Internacional (2009), Premio Heinz (2010), Midori (2010) Volvo Premio Ambiental (2012).
Daily ha recibido el Premio Fundación BBVA Fronteras del Conocimiento 2018 en la categoría de Ecología y Biología de la Conservación junto con Georgina Mace por desarrollar herramientas indispensables para “aplicar políticas que combaten la pérdida de especies” basándose en el conocimiento científico.

## Área de investigaciones
En su perfil académico, en el Centro de Biología de Conservación, declara que "sus investigaciones científicas son en biogeografía de campo y en dinámica futura de cambios de biodiversidad."  En una entrevista, remarcó que "'la biogeografía de campo es un marco conceptual nuevo para dilucidar los destinos de poblaciones, especies, y ecosistemas en el "campo" - la fracción cada vez mayor de la superficie terrestre sin construir de la Tierra cuyas cualidades del ecosistema están fuertemente influenciadas por la humanidad."
Como una de las cofundadoras del Proyecto de Capital Natural, Daily desarrolla su investigación, prácticamente trabajando "con terratenientes privados, economistas, abogados, empresarios y agencias gubernamentales para incorporar las cuestiones ambientales en las prácticas comerciales y las políticas públicas."

## Obra

### Algunas publicaciones
Ha sido autora, coautora y/o editó cinco libros. Y, publicado más de 200 artículos científicos y populares; artículos en muchas revistas, como Proceedings de la Academia Nacional de Ciencias de los Estados Unidos de América, Nature & Science.
- Snyder, J. A.; DeFries. R.; Asner, G.; Barford, C.; Daily, G. (22 de julio de 2005). «Global Consequences of Land Use». Science 309 (5734): 570-574. Bibcode:2005Sci...309..570F. PMID 16040698. doi:10.1126/science.1111772.[12]

- Daily, G. C.; Söderqvist T; Aniyar S; Arrow K; Dasgupta P; Ehrlich PR (21 de julio de 2000). «ECOLOGY: The Value of Nature and the Nature of Value». Science 289 (5478): 395-396. PMID 10939949. doi:10.1126/science.289.5478.395.[13]

- Michener, T. H.; Gretchen C. Daily; Paul R. Ehrlich; Charles D. Michener (16 de agosto de 2004). «Economic value of tropical forest to coffee production». Proceedings of the National Academy of Sciences 101 (34): 12579-12582. Bibcode:2004PNAS..10112579R. doi:10.1073/pnas.0405147101.[14]

- Daily, Gretchen C; Polasky, Stephen; Goldstein, Joshua; Kareiva, Peter M; Mooney, Harold A; Pejchar, Liba; Ricketts, Taylor H; Salzman, James et al. (1 de febrero de 2009). «Ecosystem services in decision making: time to deliver». Frontiers in Ecology and the Environment 7 (1): 21-28. doi:10.1890/080025. [15]

- Daily, Gretchen; Paul R. Ehrlich (noviembre de 1992). «Population, Sustainability, and Earth's Carrying Capacity». BioScience 42 (10): 761-771. doi:10.2307/1311995.[16]